# Vilsbiburg

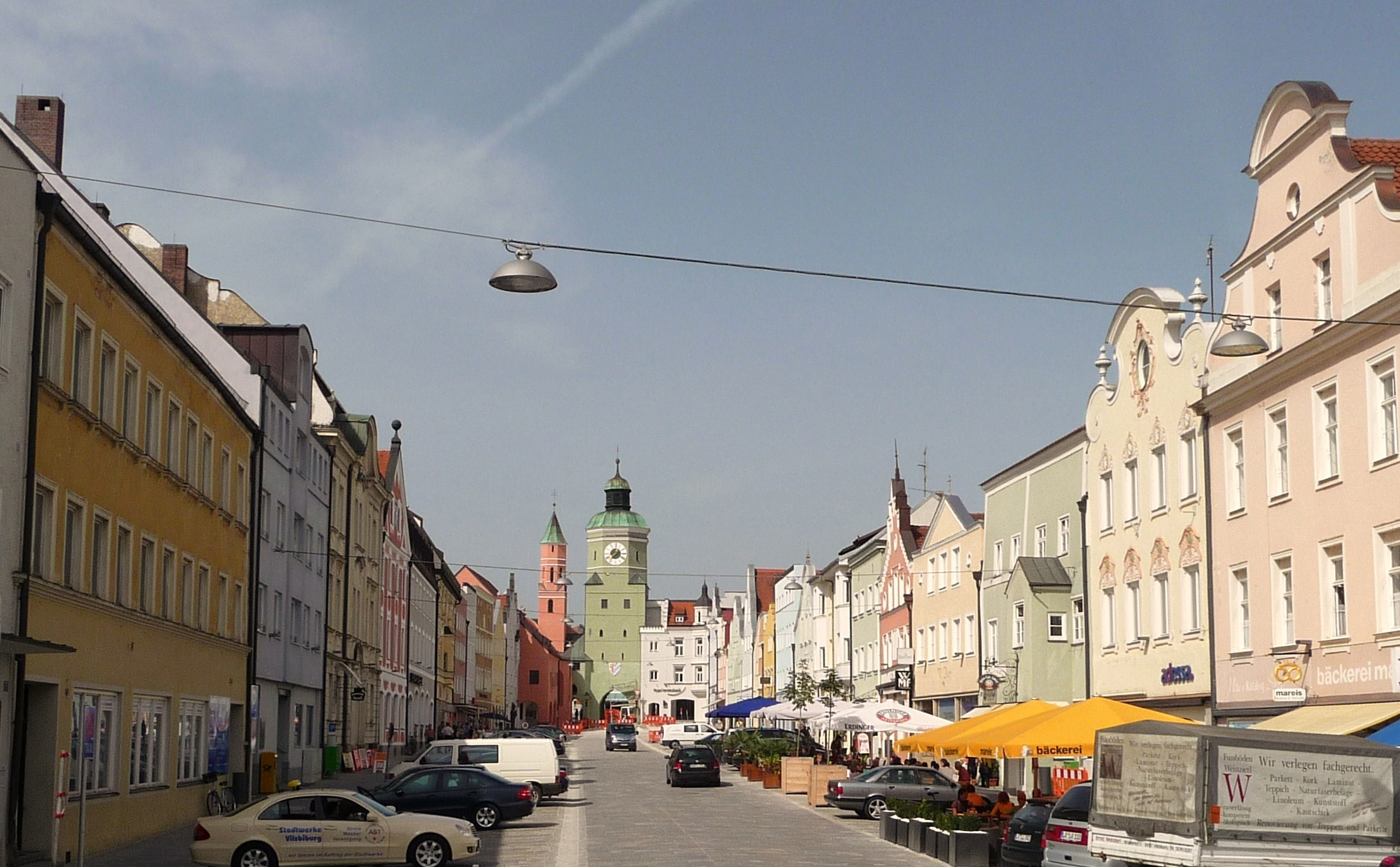
Vilsbiburg (centrul)

Vilsbiburg este un oraș din Bavaria Inferioară, landul Bavaria, Germania.